# Рейсдорф
Рейсдорф (люкс. Reisduerf, фр. Reisdorf) — коммуна в Люксембурге, располагается в округе Дикирх. Коммуна Рейсдорф является частью кантона Дикирх. В коммуне находится одноимённый населённый пункт.
Население составляет 930 человек (на 2008 год), в коммуне располагаются 400 домашних хозяйств. Занимает площадь 14,84 км² (по занимаемой площади 87 место из 116 коммун). Наивысшая точка коммуны над уровнем моря составляет 406 м. (52 место из 116 коммун), наименьшая 175 м. (18 место из 116 коммун).

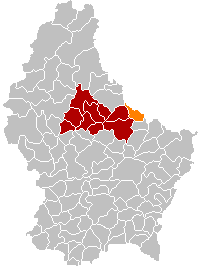
Оранжевый цвет - коммуна Рейсдорф, красный - кантон Дикирх.